# Condado de Ostrów Wielkopolski
Nota linguística: Não confundir hrabstwo (condado) com powiat (divisão administrativa)..
Ostrów Wielkopolski (polonês: powiat ostrowski) é um powiat (condado) da Polônia, na voivodia da Grande Polônia. A sede é a cidade de Ostrów Wielkopolski. Estende-se por uma área de 1160,65 km², com 158 602 habitantes, segundo o censo de 2005, com uma densidade de 136,65 hab/km².

## Demografia
População (dados de 30 de Junho de 2005):
|          | Total   | Total | Mulheres | Mulheres | Homens  | Homens |
| -------- | ------- | ----- | -------- | -------- | ------- | ------ |
|          | pessoas | %     | pessoas  | %        | pessoas | %      |
| Total    | 158 602 | 100   | 81 249   | 51,2     | 77 353  | 48,8   |
| Cidades  | 85 070  | 100   | 44 438   | 52,2     | 40 632  | 47,8   |
| Povoados | 73 532  | 100   | 36 811   | 50,1     | 36 721  | 49,9   |